# Enargia infumata
Enargia infumata là một loài bướm đêm trong họ Noctuidae.

## Hình ảnh

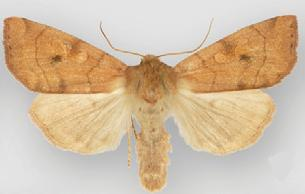
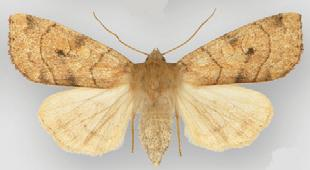